# Râul Talna
Râul Talna este un afluent al Râului Tur din România. Brațul drept superior al râului, aflat în amonte de confluența cu râul Talna Mică este considerat uneori a fi sursa râului, fiind numit Râul Talna Mare.

## Hărți
- Harta județului Satu Mare